# Polizeiruf 110: In der selben Nacht
In der selben Nacht ist ein deutscher Kriminalfilm von Hans-Joachim Hildebrandt aus dem Jahr 1973. Der Fernsehfilm erschien als 12. Folge der Filmreihe Polizeiruf 110.

## Handlung
Oberkellner Klaus Bander wird von seiner früheren Verlobten, dem Mannequin Gina, aufgefordert, in der nächsten Woche seine Schulden von 12.000 Mark zu begleichen. Er hatte sich einst das Geld von ihr geliehen, um sein Haus zu renovieren. Die Verlobung jedoch wurde aufgelöst und Klaus lebt inzwischen mit der jungen Serviererin Marion zusammen. Als Marion eines Nachts eine Abkürzung vom S-Bahnhof durch einen Forst nimmt, lauert ihr der Kleinkriminelle Fritz Tatzer auf und fordert sie auf, sich auszuziehen. Er bietet ihr Geld. Als Marion sich weigert, wird Tatzer handgreiflich. Marion gelingt die Flucht. Sie zeigt den ihr Unbekannten bei der Polizei an, die bald auf vier weitere Fälle stößt. Immer war der Tathergang gleich. Tatzeit und -ort weisen darauf hin, dass der Täter nicht aus der Gegend stammt, sondern nachts einen längeren Aufenthalt hat, um einen Anschlusszug in Richtung Wessendorf zu nehmen. Bei ihren Ermittlungen stößt die Polizei auf Fritz Tatzer, der wegen kleinerer Einbruchsdelikte vorbestraft ist. In seiner Wohnung treffen die Beamten jedoch nur seine Ehefrau an, die sich inzwischen von Fritz unter anderem wegen seiner Alkoholsucht getrennt hat. Sie berichtet den Beamten, dass Fritz inzwischen bei seiner Mutter in Wessendorf lebt.
Klaus Bander hat Marion von den fehlenden 12.000 Mark erzählt. Marion reist nach Rostock, um sich das Geld von ihrem Onkel zu leihen, der sie eigentlich für ihr Studium finanziell unterstützen wollte. Sie erhält das Geld und fährt mit einem Bekannten ihres Onkels einen Tag früher als geplant zurück. Am Bahnsteig sieht Tatzer, der kurz zuvor einen Kiosk überfallen hat, sie und folgt ihr. Die Polizei wurde wegen des Einbruchs alarmiert und erhält zudem den Hinweis, dass der gesuchte Triebtäter in der Nähe des Bahnhofs gesichtet worden ist. Oberleutnant Peter Fuchs, Leutnant Vera Arndt und Kriminalmeister Lutz Subras machen sich auf den Weg.
Bei Klaus ist unterdessen Gina angekommen, die ihren Ex-Verlobten an das ausstehende Geld erinnern will. Sie ist vom ausgebauten Haus samt Swimmingpool angetan und beginnt mit Klaus zu flirten. Beide landen erst gemeinsam im Pool und später zusammen im Bett. Plötzlich steht Marion in der Tür und flieht entsetzt, als sie Gina und Klaus sieht. Auf der Flucht verliert sie ihre Handtasche. Klaus folgt Marion und auch Gina begibt sich aus dem Haus. Wenig später kehren Klaus und Gina in das Haus zurück. Die Polizei findet unterdessen die tote Marion. Die Spuren am Tatort und die Verletzungen weisen auf Tatzer als Täter hin. Bei ihm finden sich zudem 1.000 Mark. Lutz Subras ist von Tatzers Schuld überzeugt, zumal der im Protokoll die Tat zugibt. Peter Fuchs jedoch ist skeptisch, da Alkoholiker Tatzer auf Entzug war und möglicherweise nur seine Ruhe haben wollte. Auch Vera Arndt hat Zweifel, da sie Klaus die Todesnachricht überbracht hat und der vorgab, allein zu sein, während in der Küche Geschirr für zwei vom Vorabend stand.
Klaus berichtet Gina vom Tod Marions und dem verschwundenen Geld, das Gina in dem Moment jedoch nicht wichtig ist. Diese Reaktion macht Klaus wütend. Er macht ihr Vorwürfe, dass sie indirekt am Tod Marions schuld sei.
Lutz Subras begibt sich in das Restaurant, in dem Klaus arbeitet. Auch Gina kommt dazu und wirft Klaus vor, ihr hinterherzuspionieren. Vera Arndt sucht Marions Onkel in Rostock auf, der ihr berichtet, Marion 12.000 Mark in einer Kassette gegeben zu haben sowie weitere 1.000 Mark zu ihrer eigenen Verfügung. Marion trug das Geld in ihrer Handtasche, die sie im Wald verloren hatte. Tatzer fand die Tasche, sodass er bei seiner Festnahme 1.000 Mark bei sich trug. Er hat in der Zwischenzeit auch sein Geständnis widerrufen. Lutz Subras lenkt das Interesse der Ermittler auf Gina, die er beschattet und unter anderem bei einem Fototermin angesprochen hat. Gina folgt Klaus eines Abends in sein Haus. Hier übergibt Klaus ihr die 12.000 Mark in einem Umschlag. Nach weiteren Fragen gesteht er, Marion unabsichtlich getötet zu haben, nachdem sie Gina als Flittchen beschimpft hatte. Die Ermittler sind Gina gefolgt. Als sie an der Tür klingeln, versteckt Klaus das Geld in Ginas Tasche. Auf Nachfrage gibt Gina zu, in der Nacht bei Klaus gewesen zu sein. Nach Marions Flucht sei er jedoch nur kurze Zeit weg gewesen. Klaus wiederum deutet an, dass der Besitzer des Geldes auch der Mörder sein müsse. Als die Ermittler gegangen sind, wirft Gina Klaus das Geld vor die Füße und geht. Auf dem Weg zum Bahnhof sieht sie einen Polizeiwagen und macht spontan eine Aussage, in der sie Klaus des Mordes an Marion belastet. Wenig später versucht Klaus über einen an das Grundstück grenzenden See zu fliehen. Die Geldkassette versenkt er im See und schwimmt los, wird jedoch von Lutz Subras eingeholt und zurück zum Ufer getrieben. Hier wartet bereits Peter Fuchs mit weiteren Beamten. Klaus wird festgenommen und Lutz findet wenig später die Kassette in Ufernähe – das letzte Beweisstück.

## Produktion
In der selben Nacht wurde unter dem Arbeitstitel Marion Fiedler vom 20. August bis Anfang Oktober 1972 unter anderem in Rostock und am Bahnhof Blankenfelde gedreht. Die Szenen des Fotoshootings mit Gina entstanden im Leipziger Zentralstadion. Die Kostüme des Films schuf Ruth Karge, die Filmbauten stammen von Christian Neugebauer. Der Film erlebte am 27. Januar 1973 im 1. Programm des Fernsehens der DDR seine Fernsehpremiere.
Es war die 12. Folge der Filmreihe Polizeiruf 110. Oberleutnant Peter Fuchs und Leutnant Vera Arndt ermittelten in ihrem 10. Fall und Kriminalmeister Lutz Subras in seinem 4. Fall. Es war der erste Film der Reihe, in dem Annekathrin Bürger eine Rolle übernahm.